# Ralph Steinman
Ralph Marvin Steinman (Montréal, 1943. január 14. – New York, 2011. szeptember 30.) kanadai immunológus,  sejtbiológus. 2011-ben az amerikai Bruce Beutlerrel és a francia Jules Hoffmann-nal megosztva elnyerte a fiziológiai Nobel-díjat a dendritikus sejtek felfedezéséért.

## Tanulmányai
Ralph M. Steinman 1943. január 14-én született a kanadai Montrealban, kelet-európai zsidó bevándorló családban, Irving Steinman  ruhakereskedő és Nettie Takefman négy gyermeke közül a másodikként. Röviddel később a család a közeli Sherbrooke-ba költözött, ahol apja boltot nyitott. Apja szerette volna, ha Ralph viszi tovább a családi üzletet, de ő orvosnak tanult. Előbb a montreali McGill Egyetemen szerzett BSc fokozatot 1963-ban, majd az Egyesült Államokban, a Harvard Egyetemen folytatta tanulmányait és 1968-ban magna cum laude minősítéssel orvosdoktori képesítést kapott. Még az egyetemen egy évet Elizabeth Hay laboratóriumában töltött és sejtbiológiai és immunológiai kutatásokban vett részt, majd miután megkapta diplomáját, úgy döntött, hogy kutatói pályára lép.

## Munkássága

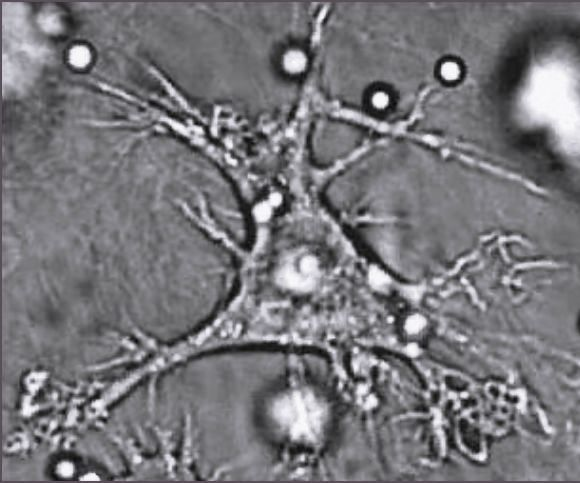
Dendritikus sejt mikroszkóp alatt

Miután befejezte kórházi rezidentúráját, 1970-ben posztdoktori ösztöndíjjal a Rockefeller Egyetem sejtélettani és immunológiai laboratóriumában kezdett dolgozni, Zanvil A. Cohn és James G. Hirsch vezetése alatt. Steinman ezután egész pályafutását ezen az egyetemen töltötte, ahol 1972-ben adjunktussá (assistant professor), 1976-ban docenssé (associate professor), 1988-ban pedig professzorrá nevezték ki.
Cohn és Steinman az immunrendszer működését vizsgálta, hogy a fehérvérsejtek hogyan indítják be a védekezési reakciókat a baktériumok és tumorsejtek ellen. 1973-ban a lép sejtjei között mikroszkóppal egy ritka, addig ismeretlen sejttípust fedeztek fel, amelyet ágas-bogas nyúlványai után dendritikus sejtnek neveztek el. A tudományos közösség eleinte kétkedéssel fogadta a felfedezést és úgy vélték, hogy csak a különös formájú makrofágot láttak, bár tőlük eltérően a dendritikus sejtek nem voltak képesek fagocitózissal bekebelezni a baktériumokat. Steinmannak ezután sikerült kimutatnia, hogy új sejtjei a makrofágokhoz hasonlóan képesek antigéneket prezentálni a T-limfociták számára, vagyis a kórokozók fehérjéit feldolgozva a saját felszínükre helyezték egy kísérő fehérjekomplex (ún. fő hisztokompatibilitási komplex II, MHC II) kíséretében, ahol a T-sejtek felismerhették, és megindíthatták ellene az ellenanyagtermelést, vagy a sejtes immunreakciót. Steinman munkája révén kiderült, hogy bár antigénprezentációra más sejtek (makrofágok és B-limfociták) is képesek, az elsődleges prezentálók a dendritikus sejtek és csak ők képesek aktiválni a naiv (antigénnel addig nem találkozó) T-sejteket. Steinman munkája az immunrendszer működésének egy alapvető vonását derítette fel, amelyet a gyakorlatban a vakcinák kifejlesztésénél is tudtak alkalmazni. Laboratóriuma egészen 2011-es haláláig a dendritikus sejtek kutatásának egyik világszerte elismert központja maradt. Még 2010-ben is elindította egy új, dendritikus sejteket célzó HIV-vakcina klinikai tesztelést az egyetem kórházában. Pályafutása során 450 cikket publikált és 1978-tól ő volt a Journal of Experimental Medicine főszerkesztője. 1998-ban kinevezték a Christopher Browne Immunológiai és Immunbetegségeket Kutató Központ élére.
2007-ben Steinman hasnyálmirigyében adenokarcinómát találtak. A dendritikus sejtek működésén alapuló immunterápiát dolgozott ki saját maga kezelésére és négy éven át sikerült jó állapotban tartania magát; utazott, előadott, dolgozott. Állapota azonban rosszabbra fordult és 2011. szeptember 30-án meghalt. Három nappal később a Nobel-díj Bizottság (akik nem tudtak a haláláról) bejelentette, hogy (az amerikai Bruce Beutler és a francia Jules Hoffmann mellett) ő kapja az az évi fiziológiai díjat. Az orvosi Nobel-díjat korábban soha nem adományozták posztumusz módon, ennek ellenére a Bizottság nem változtatta meg a döntését. Özvegye a díj teljes pénzjutalmát jótékony célra fordította.

## Elismerései
- 1996 – Emil von Behring-díj
- 1998 – William B. Coley-díj
- 1997 – Rudolf Virchow-érem
- 1988 – Coley-érem
- 1999 – Robert Koch-díj
- 2003 – A Gairdner Alapítvány Nemzetközi Díja
- 2007 – Albert Lasker-díj az orvosi alapkutatásokért
- 2009 – Az Albany Gyógyközpont díja]
- 2010 –  A.H. Heineken orvostudományi díj
- 2011 – Fiziológiai és orvostudományi Nobel-díj

2001 óta tagja volt az amerikai Nemzeti Tudományos Akadémiának. Az Innsbrucki Egyetem, az Erlangeni Egyetem, a Brüsszeli Szabadegyetem és a Mount Sinai Orvostudományi Egyetem díszdoktorává választotta.

## Családja
Steinman rezidensként ismerkedett meg a kórházi szociális munkásként dolgozó Claudia Hoeffellel, akivel 1971-ben összeházasodtak. Három gyermekük született: Adam, Alexis és Lesley.